# Карагай (Жилиойський район)
Карага́й (каз. Қарағай) — село у складі Жилиойського району Атирауської області Казахстану. Входить до складу Косчагільського сільського округу.
Населення — 151 особа (2021; 226 у 2009, 112 у 1999, 577 у 1989).